# Hypsiloporus montanus
Hypsiloporus montanus är en mångfotingart som beskrevs av Loomis 1964. Hypsiloporus montanus ingår i släktet Hypsiloporus och familjen Comodesmidae. Inga underarter finns listade i Catalogue of Life.